# Adriatique (groupe)
Pour les articles homonymes, voir Adriatique (homonymie).
Adriatique est un duo de producteurs et disc jockeys de musique électronique, originaire de Zurich, en Suisse, composé d'Adrian Shala et d'Adrian Schweizer. Ils se sont rencontrés pour la première fois en 2008, produisent et jouent de la musique électronique sous le nom d'Adriatique depuis 2009, principalement tech house et techno.

## Histoire
En 2016, ils fondent une maison de disques et plateforme pour les arts appelée Siamese, qui publie leur propre musique ainsi que celles d'autres artistes. Siamese a sorti des chansons de Luca Ballerini, Ed Davenport, Sebastian Mullaert et Eduardo De La Calle.
Adriatique est également signé chez Diynamic et Afterlife (label de Tale of Us). Le mardi 11 septembre 2018, Adriatique annonce la sortie de leur premier album Nude sur Afterlife pour le 26 octobre 2018. Les précédentes sorties incluent des EP pour Cityfox et Culprit, ainsi que des remixes pour Moby, DJ Hell, MANDY, Marc Romboy et Stephan Bodzin.
En 2017, Adriatique enregistre un BBC Radio 1 Essential Mix. Ils ont également remporté trois prix suisses de la vie nocturne[réf. nécessaire]. Ils réalisent en 2018 un set exclusif pour Le Cercle à la station Signal 2108 aux Alpes d'Huez dans les Alpes françaises. Ils réitèrent cette expérience en 2023 au temple Hatshepsut situé à Louxor en Égypte. Ils produisent pour cette occasion le titre Beyond Us sur le label Cercle Records.

## Prix
- Prix suisse de la vie nocturne (2018)[7].

## Discographie

### Apparition
- 2011 : The L. Way - Diynamic Music
- 2011 : Deep In The Three - 2DIY4
- 2012 : Trigger Dance - Culprit L A
- 2012 : Son of a Cheater - Cityfox
- 2012 : Roads - Diynamic Music
- 2012 : Life Is A Pitch - Cityfox
- 2012 : Feeling Good EP - Off Recordings
- 2012 : Face to Face EP - Culprit LA
- 2012 : Bodymovin' EP - Diynamic Music
- 2012 : All The Ladies - Wolf & Lamb
- 2013 : Lophobia EP - Diynamic Music
- 2013 : Catch The Light – Diynamic Music
- 2014 : Space Knights - Cityfox
- 2014 : Rollox EP - Diynamic Music
- 2014 : Midnight Walking EP - Culprit L A
- 2016 : Soul Valley EP - Cityfox
- 2016 : Patterns of Eternity EP - Siamese
- 2016 : Jekaterinburg - 10 Years Diynamic Compilation - Diynamic Music
- 2017 : Something In Between - Siamese Anthology I - Siamese
- 2018 : Nude - Afterlife
- 2018 : Grinding Rhythm - Siamese Anthology II - Siamese
- 2018 : Ray - Afterlife
- 2020 : Home - Siamese
- 2022 : All I Ever Wanted EP - Siamese
- 2022 : Live and Love EP - Siamese
- 2022 : Arcade Mode - DGTL
- 2023 : Beyond Us (Hatsheput Version) - Cercle Records

### Remixes
- 2012 : Nhan Solo - I Wanna Be High (Adriatique Remix) - Mother
- 2012 : Finnebassen - Footsteps (Adriatique Remix) - Supernature
- 2012 : Daniel Kyo - All I Want (Adriatique Remix) - Drumpoet
- 2013 : M.A.N.D.Y. and Lopazz - Feel it in your Brain (Adriatique Remix) - Cityfox
- 2013 : Kraak & Smaak - The Future Is Yours (Remixes) - Jalapeño
- 2013 : Gorje Hewek & Ishevski - Voltiger (Adriatique Remix) - Highway Rec
- 2013 : Edu Imbernon - Fayer (Adriatique Remix) - Culprit LA
- 2014 :Thyladomid feat. Mâhfoud - The Real Thing (Adriatique Remix) - Diynamic Music
- 2014 : Flowers & Sea Creatures - Very Next Day (Adriatique Remix) - My Favourite Robot
- 2015 : WhoMadeWho - Dreams (Adriatique Remix) - Fayer
- 2015 : Of Norway feat. Linnea Dale - Spirit Lights (Adriatique Remix) - Connaisseur
- 2015 : Butch feat. Hohberg - The Spirit (Adriatiques 7am Remix) - Watergate Records
- 2016 : Moby - Wait For Me (Adriatique Remix) - 2DIY4
- 2016 : Marc Romboy, Stephan Bodzin - Atlas (Adriatique Remix) - Systematic Recordings
- 2017 : Tale Of Us, Vaal - Monument (Adriatique Remix) - Afterlife
- 2017 : Andre Lodemann - Birth (Adriatique Remix) - Best Works Records
- 2020 : Matthew Dekay - Heimreise (Adriatique Remix) - Siamese
- 2020 : Howling, RY X, Frank Wiedemann - Need You Now (Adriatique Remix) - Counter Records
- 2020 : Mathame - Never Give Up (Adriatique Remix) - B1 Recordings GmbH
- 2021 : Shiffer - Memento (Adriatique Remix) - Siamese
- 2022 : Nuage - Orbit (Adriatique & Aether Remix) - House of Youth
- 2022 : Swedish House Mafia - Moth to a Flame (Adriatique Remix) - SSA Recording
- 2022 : Rüfüs Du Sol - On My Knees (Adriatique Remix) - Reprise Records
- 2022 : Stephan Bodzin - River (Adriatique Remix) - Herzblut Recordings
- 2022 : WhoMadeWho - Silence and Secrits (Adriatique Remix) - Embassy One